# The Lincoln Project
The Lincoln Project (« Le Projet Lincoln ») est un comité d'action politique américain formé fin 2019, par plusieurs personnalités du Parti républicain. Son objectif déclaré est d'empêcher la réélection de Donald Trump lors de l'élection présidentielle de 2020. Dans leur profession de foi, ils affirment que « Trump et ceux qui soutiennent le trumpisme constituent un danger clair et immédiat pour la constitution et la République ». En avril 2020, le comité a annoncé son soutien au candidat démocrate Joe Biden.

## Histoire
La création du Lincoln Project a été annoncée le 17 décembre 2019 dans une tribune du New York Times, signée conjointement par George Conway (en), Steve Schmidt (en), John Weaver (en) et Rick Wilson (en). Parmi les autres cofondateurs, on trouve  Jennifer Horn (en), Ron Steslow, Reed Galen et Mike Madrid.
Conway est un avocat et le mari de Kellyanne Conway, une conseillère de Donald Trump ; Schmidt et Weaver sont des stratèges politiques et Wilson est consultant en médias. Tous les quatre, bien que républicains conservateurs, sont des critiques francs de Donald Trump. Jennifer Rubin, dans un op-ed du Washington Post, a décrit les quatre fondateurs comme « certains des républicains les plus éminents de NeverTrump (en) ».
Le comité porte le nom du président républicain Abraham Lincoln. Le 27 février 1860, Lincoln prononça un célèbre discours (en) à Cooper Union, lors de sa campagne pour être le premier président républicain. Plusieurs membres du comité ont pris la parole au même endroit à l'occasion du 160e anniversaire de cette conférence, s'exprimant à partir du même pupitre que Lincoln avait utilisé,.
Stuart Stevens (en), ancien conseiller de George W. Bush, Bob Dole et Mitt Romney, a annoncé, le 28 mai 2020, qu'il avait rejoint le projet.
Le 23 août 2020, Georges Conway déclare se retirer du projet tandis que son épouse, Kellyanne Conway, annonce abandonner ses fonctions à la Maison-Blanche.
En mars 2021, un article très critique du New York Times dénonce notamment les « arrangements financiers » des quatre principaux fondateurs.
En décembre 2021, Steve Schmidt vient en France pour lancer un avertissement contre Éric Zemmour. Son comité, selon le magazine Causeur, regroupe également des personnes redoutant de voir la France se retirer du commandement militaire intégré de l’OTAN.

## Vidéos
L'action principale du Lincoln Project est la diffusion de publicités négatives contre Trump sous forme de courtes vidéos diffusées à la télévision ou sur les réseaux sociaux. Leur force est d'être très incisive et réactive : le groupe peut ainsi publier une vidéo sur un sujet quelques heures après une déclaration de Donald Trump sur ce même sujet. Ainsi, selon le New York Times, conçu comme une machine d'attaque à plein temps contre Donald Trump, leurs vidéos cinglantes ont suscité l'« adulation de la gauche » et une aura d'idéalisme « pour ce qu'ils prétendaient être leur mission : rien de moins que de sauver la démocratie. »
Début juillet 2020, le compte Twitter du Lincoln Project comptait plus d'un million d'abonnés.
Le 17 mars 2020, le comité a publié une vidéo, intitulée Unfit (littéralement « Inapte »), qui critiquait Trump pour sa gestion de la pandémie de Covid-19 aux États-Unis. Les membres du conseil consultatif du Lincoln Project — Conway, Schmidt, Weaver, Wilson et Reed Galen — publièrent un autre op-ed dans le Washington Post le 15 avril 2020, soutenant la candidature à la présidence de l'ancien vice-président Joe Biden, le candidat présomptif démocrate, en écrivant : « Nous n'avons jamais soutenu un Démocrate à la présidence. Mais Trump doit être vaincu. ». L'op-ed faisait valoir que Trump n'était pas qualifié pour faire face à la pandémie et au ralentissement économique qui s'ensuit.
Le 4 mai 2020, une autre vidéo, d'une minute,  fut publiée. Son titre, Mourning in America (littéralement Deuil en Amérique), fait écho à l'annonce publicitaire de la campagne Morning in America de Ronald Reagan en 1984. Elle se concentrait sur la gestion par Trump de la crise du coronavirus et affirmait que le pays était « plus faible et plus malade et plus pauvre » sous la direction du président Trump ,. Cette vidéo a provoqué un afflux de dons. Mais au début du mois de juillet, le Lincoln Project n'avait dépensé que 4 millions de dollars soit très peu au regard des dépenses globales liées à cette campagne présidentielle.

## Émissions
Le Lincoln Project propose sur sa chaîne YouTube des émissions régulières telles que The Breakdown, présentée par Tara Setmayer.

## Controverses
Selon le New York Times, personne parmi les consultants républicains ayant créé The Lincoln Project n'avait imaginé à quel point il serait un « succès fou », en recueillant plus de 87 millions de dollars de dons et en produisant des dizaines de vidéos virales. Le quotidien américain estime que Schmidt et les trois autres hommes qui ont lancé le projet - John Weaver, Reed Galen et Rick Wilson - avaient déjà discrètement déménagé pour s'installer dans une nouvelle entreprise, rédigeant et déposant des documents pour créer TLP Media en septembre et octobre. Leur objectif étant de transformer le projet original en une entreprise beaucoup plus lucrative sous leur contrôle. Peu de temps après avoir créé le groupe fin 2019, ils avaient accepté de se payer des millions de dollars de frais de management. Peu à peu, The Lincoln Project a versé environ 27 millions de dollars, soit près d'un tiers de sa collecte de fonds totale, à la société de conseil de M. Galen, auprès de laquelle les quatre hommes ont été payés selon les sources du quotidien.
Toujours selon le New York Times, tout a commencé à s'effondrer quand d’une part, les autres dirigeants ont appris l'arrangement financier entre les fondateurs d'origine, de l’autre, quand a été connu le comportement de M. Weaver, « qui harcelait depuis des années les jeunes hommes avec des messages sexuellement provocateurs. » La crise entourant M. Weaver et l'éclatement de la direction du groupe mettrait en doute l'avenir du Lincoln Project, bien que Steve Schmidt ait l'intention de le poursuivre « en tant que campagne médiatique moderne contre les forces mondiales de l'autoritarisme, tout en monétisant le mouvement. »
Le Lincoln Project a été critiqué lors de la campagne pour l’élection gouvernorale du 2 novembre 2021 en Virginie après avoir monté une fausse manifestation raciste en faveur du candidat soutenu par Donald Trump. Des membres du Lincoln Project se sont ainsi fait passer pour des suprémacistes blancs lors de la campagne pour Glenn Youngkin, avançant que leur but était de mettre en avant le refus de Trump de condamner les manifestants d'extrême droite à Charlottesville en août 2017 Des journalistes se sont indignés de ces méthodes, qualifiant « d'hypocrite » le fait d'exempter The Lincoln Project de toute responsabilité alors que celles-ci seraient probablement révoquées si elles étaient orchestrées par un groupe conservateur contre un adversaire démocrate.

## Réactions
Donald Trump range les fondateurs du Lincoln Project parmi les « perdants » et les « Republican In Name Only.
Le stratège démocrate James Carville a félicité le groupe pour être plus efficace et agressif que les comités d'action politique démocrates, affirmant que « les démocrates pourraient apprendre beaucoup d'eux »,.

## Soutiens financiers
Peu après les premières vidéos, les levées de fonds ont explosé. En juin, l'investisseur milliardaire Stephen Mandel a fait un don de 1 million de dollars, tandis que Joshua Bekenstein, coprésident de Bain Capital, et David Geffen ont chacun fait un don de 100 000 $ ; M. Geffen a depuis donné 500 000 $ au total. (David Dishman, directeur exécutif de la Fondation David Geffen, a déclaré que les dons de M. Geffen étaient « spécifiques à leur travail autour du cycle électoral de 2020. »)

## Voir également
- Republican Voters Against Trump